# Mestre Cardoso
Mestre Cardoso (nascido Raimundo Saraiva Cardoso, Vigia, 1930 - Belém, 10 de abril de 2006), foi um ceramista brasileiro, mais conhecido por suas réplicas autorizadas de cerâmica marajoara, as quais chegaram a ser expostas no Museu do Louvre, Paris.

## Biografia
Mestre Cardoso nasceu em Vigia, em 1930. Sua mãe, Lucila, era descendente direta dos marajoaras que habitavam a região, e foi com ela que o mestre aprendeu o ofício de ceramista. Ao mudar-se para Icoaraci, distrito de Belém, passou a trabalhar como mascate, vendendo livros, remédios e sapatos.
Seu contato com a arte marajoara, da qual tornou-se um grande divulgador, ocorreu na década de 1970; como isso ocorreu precisamente, é motivo de discussão. Segundo o próprio Mestre Cardoso, sua atenção foi despertada por uma visita à coleção de cerâmica indígena do Museu Paraense Emílio Goeldi. Mas, para Levy Cardoso, filho e herdeiro do legado do mestre, este (re)descobriu o universo da cerâmica marajoara através de um livro sobre arqueologia do Marajó e do Tapajós que o avô de Levy encontrara jogado no lixo, numa residência onde prestava serviços.
Seja lá como for, em conjunto com Mestre Cabeludo, Mestre Cardoso é considerado o responsável pela guinada comercial ocorrida nas olarias de Icoaraci, que até a década de 1960 não produziam mais do que telhas, tijolos e potes. Por concessão do Museu Goeldi, Mestre Cardoso teve não somente acesso ao acervo de cerâmica da instituição, mas autorização para copiá-la. Com o retorno financeiro da iniciativa, proporcionado particularmente por turistas, a produção de réplicas transformou o distrito de Icoaraci, principalmente o bairro de Paracuri, no maior centro de produção e divulgação de cerâmica indígena da Amazônia.
Embora a maior parte de suas obras sejam réplicas de arte marajoara, Mestre Cardoso também criou peças originais, todas produzidas com uma técnica propositalmente rudimentar (o filho Levy lembra que suas ideias de modernizar os procedimentos não eram bem vistas pelo pai). O negócio tornou-se de família, envolvendo a esposa do mestre, Inês de Lima Cardoso e dois dos quatro filhos, Levy e Ester. Os três levaram adiante o legado de Mestre Cardoso, após a morte do mesmo em 2006.